# Palais Bourbon
Palais Bourbon – XVIII-wieczny pałac w Paryżu, siedziba francuskiego Zgromadzenia Narodowego. Budynek położony jest w 7. dzielnicy, na południowym brzegu Sekwany, naprzeciw mostu Pont de la Concorde.

## Historia
Pałac zbudowano w latach 1722–1728 dla Ludwiki Franciszki, księżnej Bourbon, córki króla Ludwika XIV. Projektem kierowało kolejno czterech architektów – Giardini,  Pierre Cailleteau (Lassurance), Jacques Gabriel i Jean Aubert. Po śmierci księżnej w 1743 roku posiadłość nabył Ludwik XV, który z kolei odsprzedał ją w 1764 roku Ludwikowi Józefowi, księciu Condé. W 1791 roku, podczas rewolucji francuskiej pałac podległ konfiskacie i ogłoszony został mianem „dobra narodowego”. W 1795 roku przekazany został Radzie Pięciuset, która obradowała tu po raz pierwszy w 1798 roku, po przebudowie, za którą odpowiedzialni byli architekci Jacques-Pierre Gisors i Étienne-Chérubin Leconte. Północna fasada pałacu, portyk z dwunastoma kolumnami korynckimi, zbudowana została w 1806 roku według projektu Bernarda Poyeta. Po restauracji monarchii w 1814 roku książę Condé podjął działania na rzecz odzyskania posiadłości, zobowiązany został jednak do jej wynajmu Izbie Deputowanych. Ostatecznie w 1827 roku państwo francuskie stało się właścicielem pałacu. Obecny układ wnętrz zasadniczo pochodzi z lat 1827–1832, kiedy to jego przebudowy podjął się Jules de Joly. Do dekoracji wnętrz zaangażowany został malarz Eugène Delacroix.
Pałac wykorzystywany był jako miejsce obrad kolejnych organów ustawodawczych Francji – w tym Izby Deputowanych (Chambre des députés, 1814–1848), Ciała Prawodawczego (Corps législatif, 1852–1870), Izby Deputowanych (1879–1940) i Zgromadzenia Narodowego (Assemblée nationale, od 1946).
Poza posiedzeniami parlamentarnymi pałac otwarty jest dla zwiedzających.

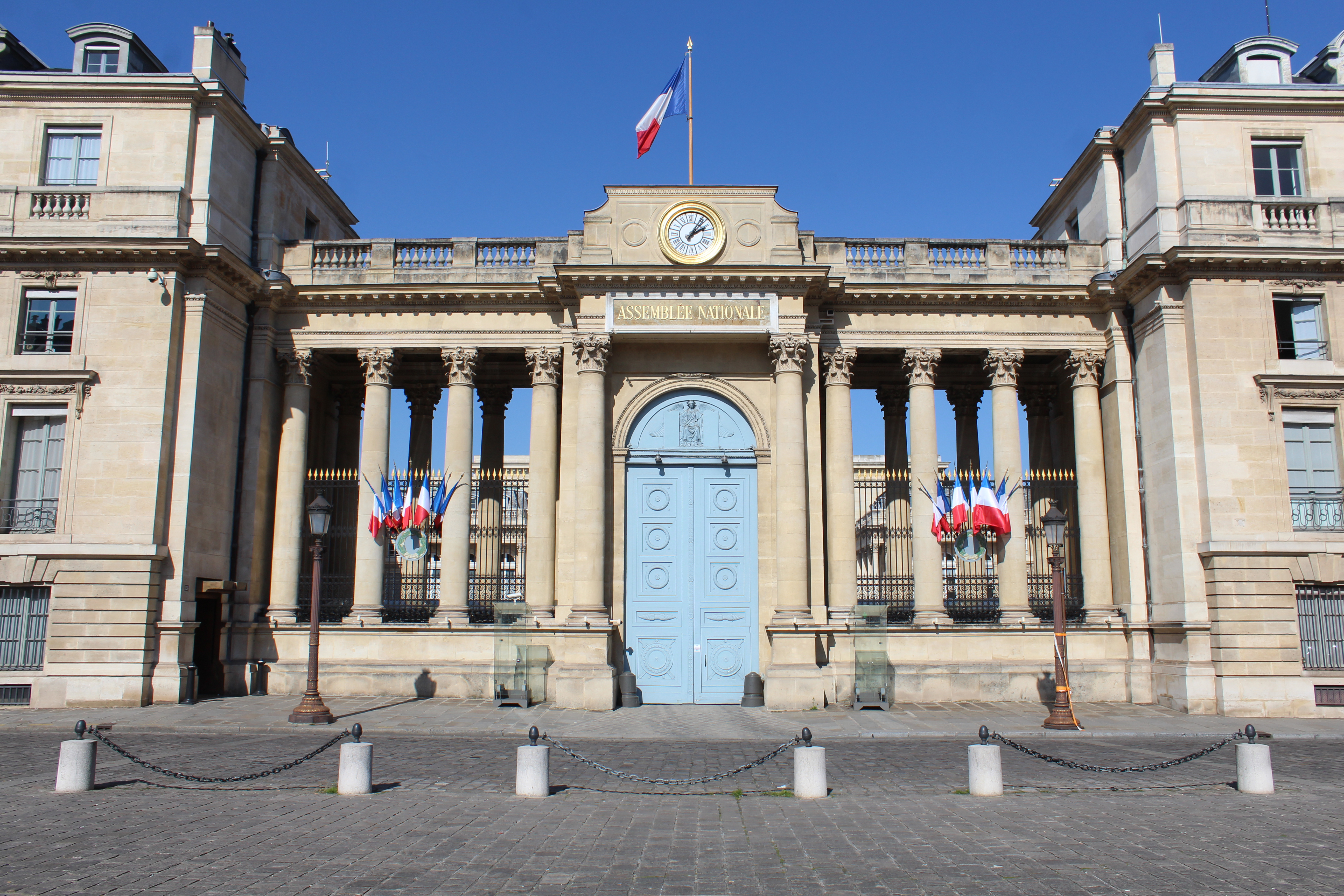
Fasada południowa z bramą prowadzącą na dziedziniec
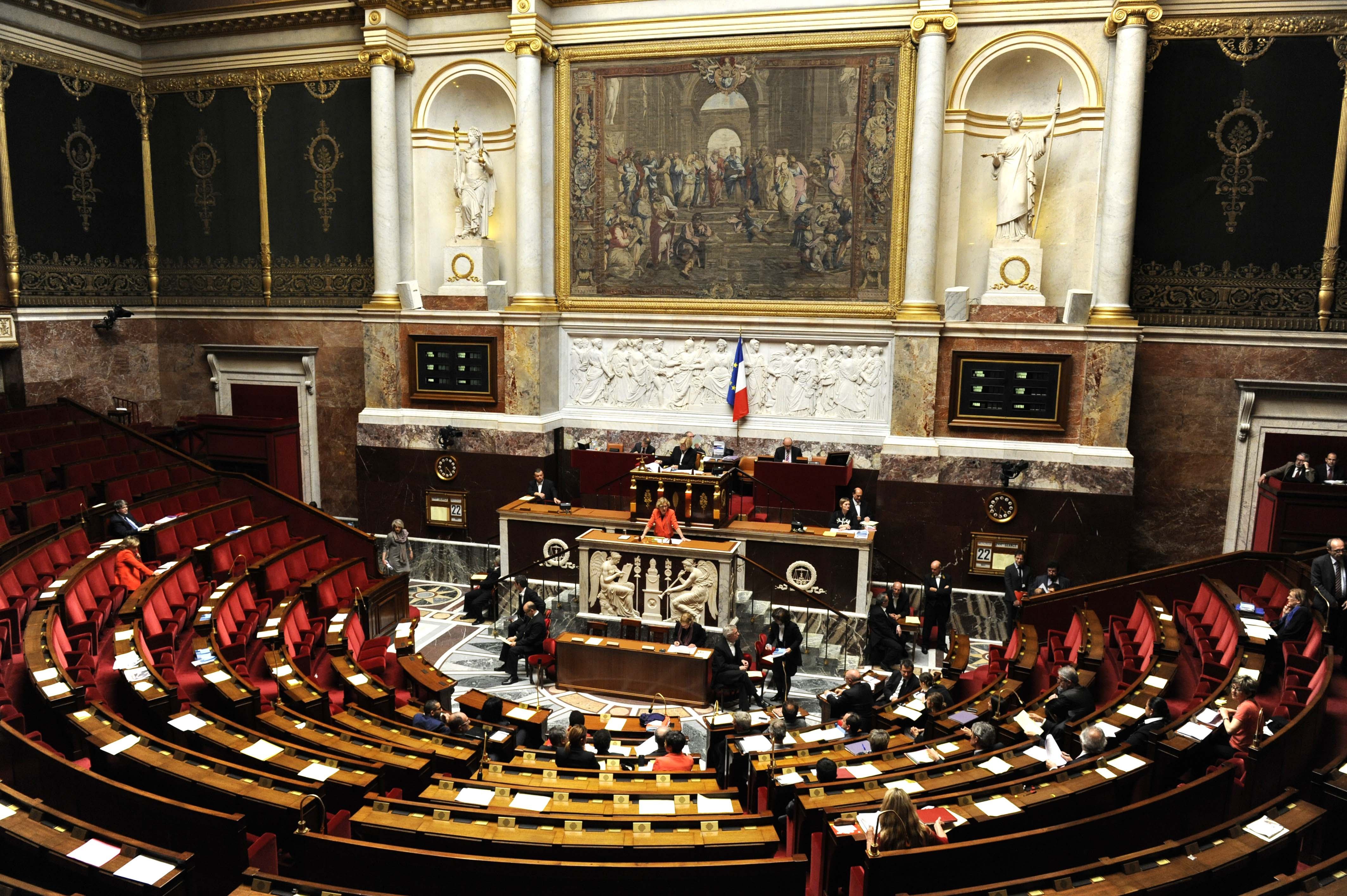
Sala posiedzeń Zgromadzenia Narodowego
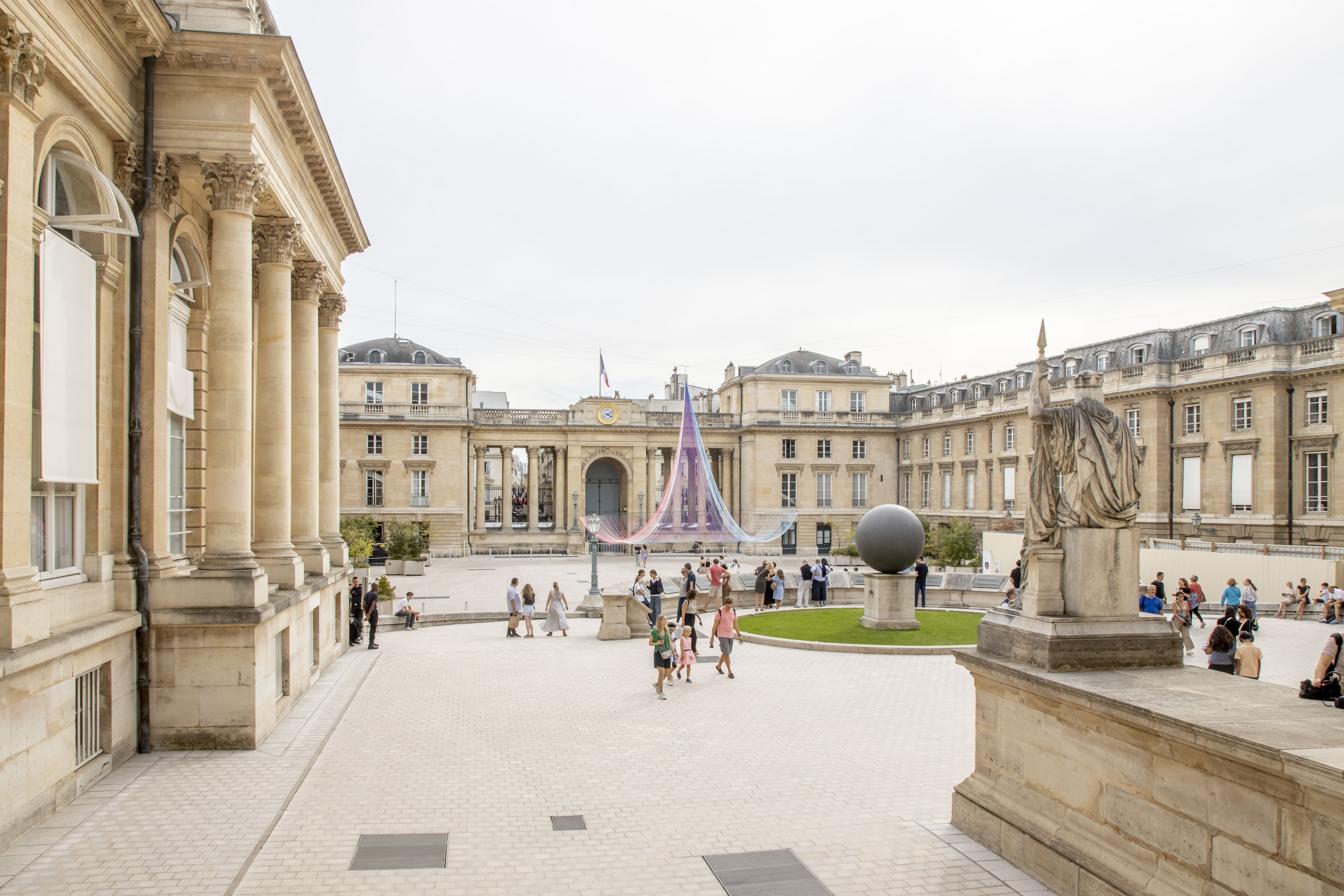
Dziedziniec
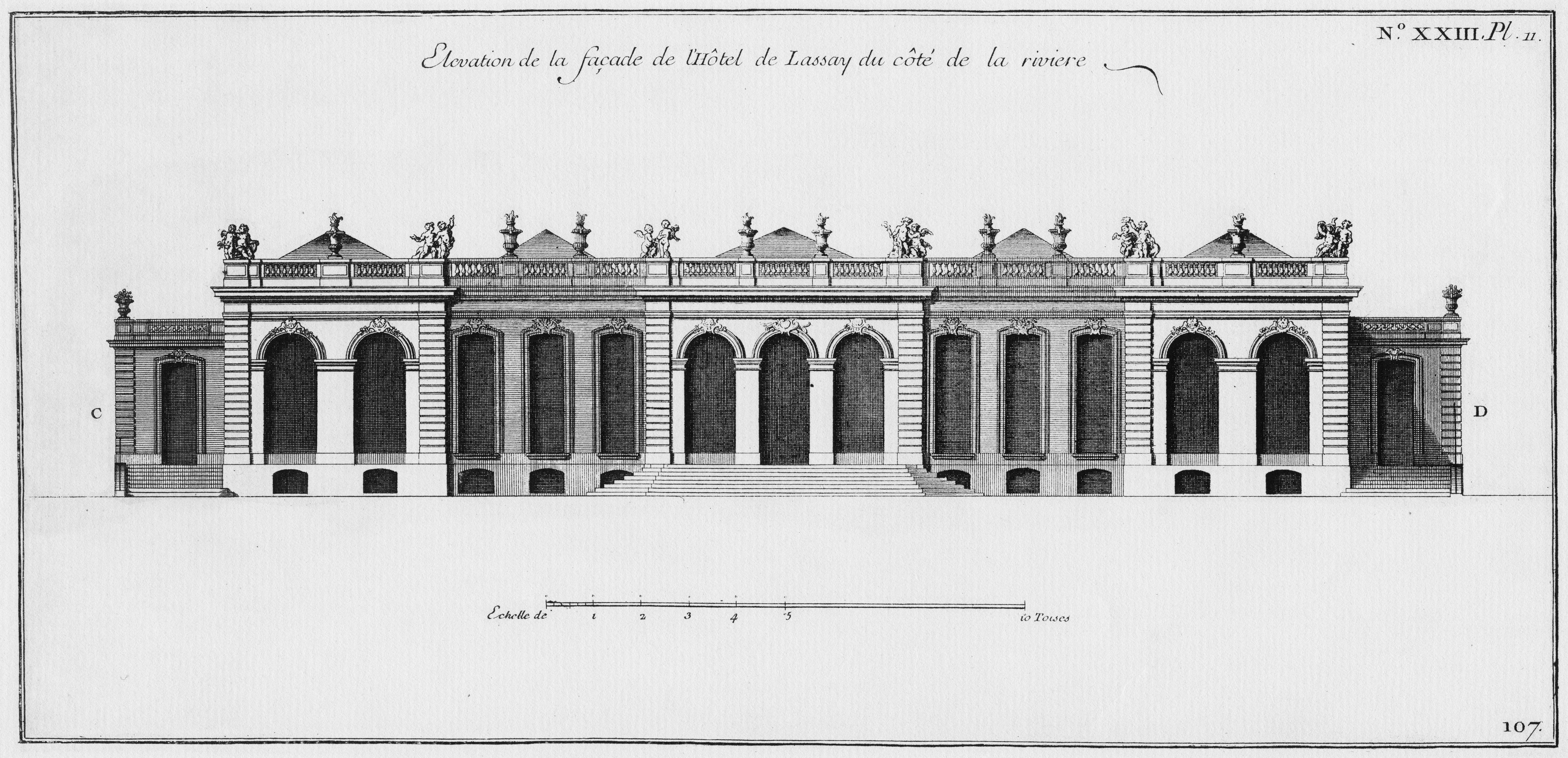
Północna fasada w oryginalnym kształcie, rycina z 1752 roku